# 豊岡市立高橋小学校
豊岡市立高橋小学校（とよおかしりつ たかはししょうがっこう）は、兵庫県豊岡市但東町久畑にある公立小学校。2023年（令和5年）3月をもって、豊岡市立合橋小学校と統合し、閉校した。

## 沿革

### 統合前
- 1874年（明治7年）8月1日 - 久畑小学校創立。[5]
- 1876年（明治9年）6月25日 - 平田小学校創立。
- 1884年（明治17年）2月 - 久畑小学校に支校ができる。（薬王寺・平田・相田）
- 1904年（明治32年）6月1日 - 高等科が設置され、久畑尋常高等小学校が開校する。

### 統合後
- 1968年 (昭和43年) 4月8日 - 久畑小学校・久畑小学校薬王寺分校・平田小学校が統合し、但東町立高橋小学校が出来る。[6]
- 1974年 (昭和49年） - 校歌制定。
- 1976年 (昭和51年)  - 校章制定。
- 2005年（平成17年） - 市町村合併により、豊岡市立高橋小学校となる。
- 2023年（令和5年） - 豊岡市立合橋小学校との統合のため廃校

## 高橋小学校の児童数の変遷
| 2010年度（平成22年度） | 42人 |
| 2013年度（平成25年度） | 26人 |
| 2016年度（平成28年度） | 32人 |
| 2019年度（平成31年度） | 29人 |
| 2022年度（令和4年度）  | 22人 |

## 通学区域
- 但東町平田、但東町栗尾、但東町佐田、但東町久畑、但東町後、但東町東中、但東町小坂、但東町大河内、但東町薬王寺[7]

## 進学先中学校
- 豊岡市立但東中学校[7]